# Ambulyx lahora
Ambulyx lahora es una especie de polilla de la familia Sphingidae, fue descrita por Butler in 1875. Se encuentra en Himalaya, Pakistán e India.